# 和歌山地方裁判所
和歌山地方裁判所（わかやまちほうさいばんしょ）は、和歌山県和歌山市にある日本の地方裁判所の一つで、和歌山県を管轄している。略称は、和歌山地裁（わかやまちさい）。
和歌山県を管轄しており、和歌山市に置かれている本庁のほか、田辺市、御坊市、新宮市の3市に地方裁判所及び家庭裁判所の支部が設置されている。さらに、前述の4箇所に加え湯浅（有田郡湯浅町）、妙寺（伊都郡かつらぎ町）、橋本市、串本（東牟婁郡串本町）の4箇所を加えた9箇所に簡易裁判所が設置されている。また、和歌山、田辺の2つの検察審査会も設置されている。

## 所在地
- 本庁：和歌山県和歌山市二番丁1　北緯34度13分42.1秒 東経135度10分32.7秒 / 北緯34.228361度 東経135.175750度
JR和歌山駅、南海和歌山市駅から和歌山バス乗車「和歌山城前」バス停下車徒歩約3分
- 田辺支部：和歌山県田辺市新屋敷町5　北緯33度43分37.3秒 東経135度22分42.4秒 / 北緯33.727028度 東経135.378444度
JR紀勢本線 紀伊田辺駅から駅前大通りを海岸へ向かって約850m(徒歩約11分)
- 御坊支部：和歌山県御坊市湯川町財部515-2　北緯33度54分2.4秒 東経135度9分7.1秒 / 北緯33.900667度 東経135.151972度
御坊駅から南西約1.3km(徒歩約17分)、または熊野御坊南海バス「財部」バス停下車徒歩約2分
- 新宮支部：和歌山県新宮市千穂3丁目7-13　北緯33度43分31秒 東経135度59分13秒 / 北緯33.72528度 東経135.98694度
JR紀勢本線 新宮駅から徒歩約10分、または熊野御坊南海バス乗車「裁判所前」バス停下車すぐ

## 管轄
本庁
- 和歌山市、海南市、岩出市、紀の川市、海草郡紀美野町、有田市、有田郡湯浅町、広川町、有田川町、橋本市、伊都郡かつらぎ町、九度山町、高野町

御坊支部
- 御坊市、日高郡美浜町、日高町、由良町、印南町、日高川町

田辺支部
- 田辺市（旧本宮町を除く）、西牟婁郡上富田町、白浜町、すさみ町、日高郡みなべ町、東牟婁郡串本町、古座川町

新宮支部
- 新宮市、田辺市（旧本宮町）、東牟婁郡那智勝浦町、太地町、北山村

※ただし、行政事件は本庁で、御坊・新宮の各支部の合議事件、御坊支部管内の少年事件は田辺支部でそれぞれ取り扱う。

### 管轄簡易裁判所
- 和歌山簡易裁判所（和歌山市・海南市・紀の川市（旧粉河町・旧那賀町を除く）・岩出市・海草郡紀美野町）
- 橋本簡易裁判所（橋本市（旧高野口町を除く）・伊都郡九度山町・高野町）
- 妙寺簡易裁判所（紀の川市（旧粉河町及び旧那賀町）・橋本市（旧高野口町）・伊都郡かつらぎ町）
- 田辺簡易裁判所（田辺市（旧本宮町を除く）・西牟婁郡・日高郡みなべ町）
- 御坊簡易裁判所（御坊市・日高郡（美浜町・日高町・由良町・日高川町・印南町））
- 串本簡易裁判所（東牟婁郡串本町・古座川町）
- 新宮簡易裁判所（新宮市・田辺市（旧本宮町）東牟婁郡那智勝浦町・太地町・北山村）
- 湯浅簡易裁判所（有田市・有田郡）

## 歴代所長
（任期の後ろは後職）
- 賀集唱（1982年4月 - 1984年2月 東京高等裁判所部総括判事）
- 小田耕治 （2002年6月 - 2004年1月 大阪高等裁判所部総括判事）
- 大谷正治（2004年1月 - 2005年3月 大阪高等裁判所部総括判事）
- 岡久幸治（2005年3月 - 2007年3月 名古屋高等裁判所部総括判事）
- 松本哲泓（2007年3月 - 2008年9月 大阪高等裁判所部総括判事）
- 前坂光雄（2008年9月 - 2009年12月 大阪高等裁判所部総括判事）
- 貝阿彌誠（2009年12月 - 2011年1月 長野地方裁判所所長）
- 金子順一（2011年1月 - 2012年12月 大阪高等裁判所部総括判事）
- 森義之（2012年12月 - 2014年6月 大阪高等裁判所部総括判事）
- 佐村浩之（2014年6月 - 2015年6月 大阪高等裁判所部総括判事）
- 藤下健（2015年7月 - 2016年12月 大阪高等裁判所部総括判事[1]）
- 中村也寸志（2016年12月 - 2019年1月 大阪高等裁判所部総括判事[2]）
- 清水響（2019年1月 - 2020年4月 大阪高等裁判所部総括判事[3]）
- 田村政喜（2020年4月 - 2021年10月 東京高等裁判所部総括判事[4]）
- 谷口園恵（2021年10月 - 2023年4月 東京高等裁判所部総括判事[5]）
- 嶋末和秀（2023年4月 - [6]）